# Navarretia setiloba
Navarretia setiloba är en blågullsväxtart som beskrevs av Frederick Vernon Coville. Navarretia setiloba ingår i släktet navarretior, och familjen blågullsväxter. Inga underarter finns listade i Catalogue of Life.